# Santa Marta al Collegio Romano
Santa Marta al Collegio Romano ou Igreja de Santa Marta no Colégio Romano, conhecida hoje como Sala Convegni Santa Marta, era uma igreja de Roma, Itália, localizada no rione Pigna, na piazza del Collegio Romano. Era dedicada a Santa Marta, mas foi desconsagrada em 1872, logo depois da unificação da Itália.

## História
A "Casa de Santa Marta" foi fundada por Santo Inácio de Loyola em 1543 para acolher as "mal-casadas", ou seja, "as mulheres que caíram em pecado público sem temer a Deus e sem vergonha dos homens" com o objetivo de reabilitá-las. Pouco a pouco, depois da morte do santo, a casa foi se transformando num convento.
Em 1560, o convento e a igreja passaram para os monges agostinianos. A igreja foi mais tarde reformada pelo cardeal Borromeo e, depois, em 1673, por Eleonora Boncompagni, que era freira no local. A igreja foi solenemente consagrado em 1696 depois de uma reconstrução comandada por Carlo Fontana.
Durante a ocupação napoleônica de Roma, a igreja foi transformada em loja maçônica e, depois de 1870, num depósito de munições. Dois anos depois, tanto o convento quanto a igreja foram confiscados pelo novo Reino da Itália. O primeiro é ainda hoje a delegacia do Distrito I da cidade e a igreja, depois de uma forte campanha na mídia, foi salva da demolição nos anos sessenta e transformada num auditório, que ainda hoje abriga conferências, convenções e concertos sob a custódia do Ministério pelos Bens e Atividades Culturais da Itália.

## Descrição
A fachada simples da igreja é composta de uma ordem inferior, onde está o portal, e uma superior, onde estão três grandes janelas retangulares. É encimada por um tímpano onde está um afresco do século XVII. O interior, de nave única terminada numa abside semicircular e capelas laterais quadradas, é rico em estuques e colunas coríntias de mármore vermelho. O teto está pintado com um afresco de Baciccio.